# Avi Loeb

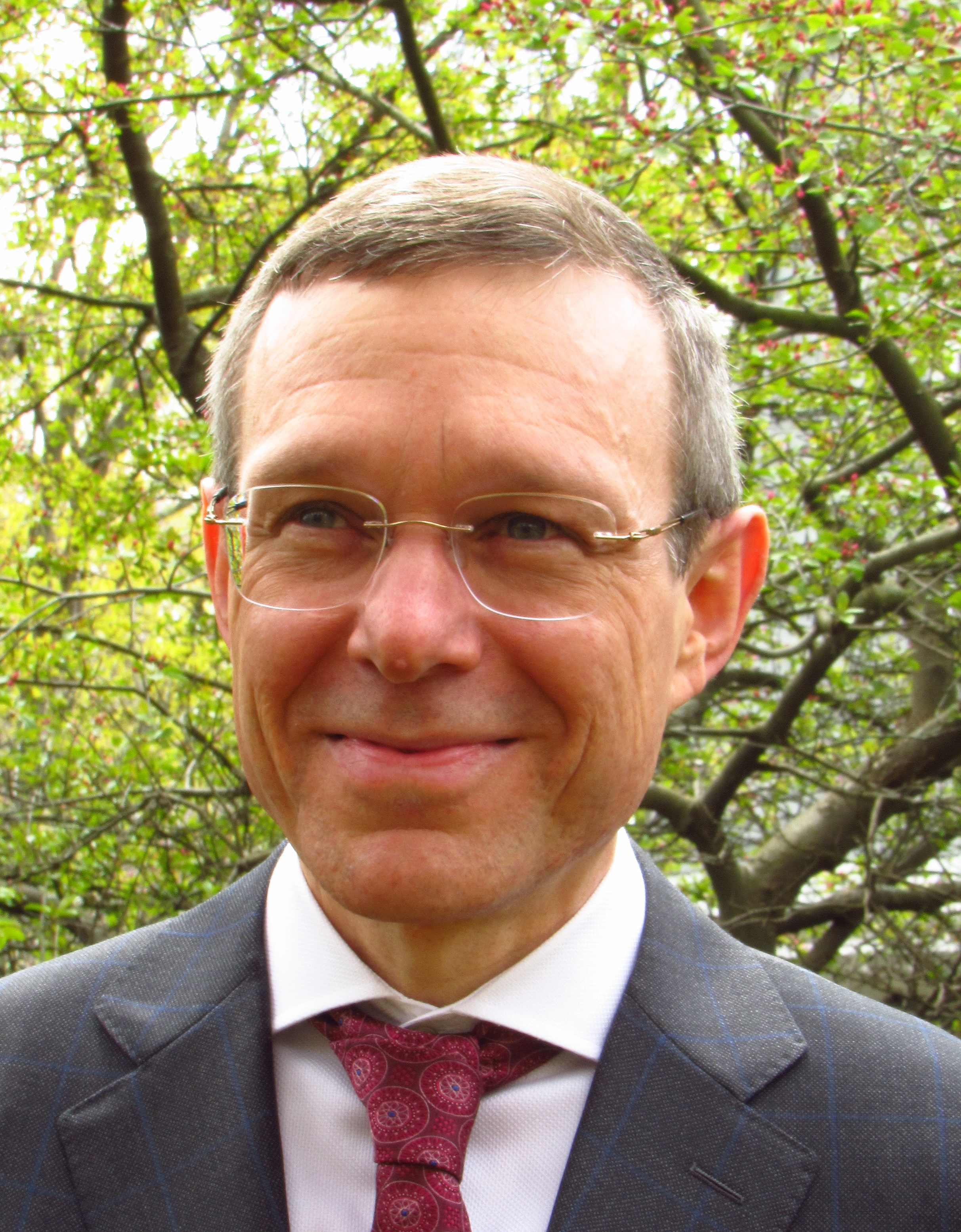
Avi Loeb, 2020

Avi (Abraham) Loeb (geb. 26. Februar 1962, in Beit Hanan, Israel) ist ein israelisch-amerikanischer theoretischer Physiker, der sich insbesondere mit Astrophysik und Kosmologie beschäftigt. Er ist Professor an der Harvard University.

## Leben
Seit 1997 ist er Professor für Astrophysik an der Harvard University, seit 2007 Direktor des Institutes for Theory & Computation (ITC) im Harvard-Smithsonian Center for Astrophysics, seit 2011 Vorsitzender des Fachbereiches Astronomie der Harvard University und seit 2012 dort Inhaber der Frank B. Baird, Jr. Professur of Science. 2012 wurde Loeb in die American Academy of Arts and Sciences gewählt.
Avi Loeb ist Vorsitzender des Beratungskomitees des Forschungs- und Entwicklungsprojektes Breakthrough Starshot, das als Endziel eine Entsendung von Forschungssatelliten in das der Sonne nächste Nachbarsternsystem Alpha Centauri anstrebt.
Avi Loeb ist seit 1999 verheiratet mit Ofrit Loeb, mit der er zwei Töchter, Klil und Lotem, hat.

## Werk
Loeb untersuchte zu Anfang seiner Karriere theoretisch die Entstehung der ersten Sterne am Ende des Dunklen Zeitalters in der Reionisierungsepoche. Sie setzte nach seinen Forschungen rund 100 Millionen Jahre nach dem Urknall ein. Anschließend war er an der Suche nach Hinweisen darauf mit Hilfe der Radioastronomie beteiligt (21-cm-Linie des neutralen Wasserstoffs). Das Signal ist aufgrund der Rotverschiebung im Lauf der Expansion des Universums statt bei 1420 MHz in ganz anderen Bereichen (für den Übergang zur Reionisierungsepoche bei 50 bis 100 MHz) zu beobachten. Die Edges Kollaboration (Experiment to Detect the Global Epoch of Reionization Signature) gab Anfang 2018 die Beobachtung eines Absorptionsprofils bei 78 MHz bekannt, die auf die Reionisierungsepoche deutet. Außerdem gibt es aus dem Profil der Absorptionslinie Hinweise, die möglicherweise auf Dunkle Materie deuten (stärkere Abkühlung des Wasserstoffgases als durch die Expansion des Universums allein zu erwarten wäre). Das Signal war sehr schwierig zu beobachten, da es von irdischen Quellen, der galaktischen Strahlung und anderen Quellen stark überdeckt ist. Bessere Daten erhofft man sich vom geplanten Square Kilometre Array. Die 21-cm-Wellenlängen-Astronomie kann auch für die Erforschung der weiteren Entwicklung des frühen Universums in anderen Epochen genutzt werden.
2006 schlug er mit Avery Broderick vor, wie Radiowellenastronomie hochauflösende Bilder des supermassiven Schwarzen Lochs im Zentrum der Milchstraße liefern und Phänomene zeigen könnte wie einen Schatten des Schwarzen Lochs und hot spots von Materie, die ins Schwarze Loch fließt.

## Ideen für die Suche nach außerirdischen Zivilisationen
2006 schlugen Avi Loeb und Matias Zaldarriaga vor, bei der Suche nach außerirdischen Zivilisationen mit Radioteleskopen auf mögliche elektromagnetische Wellen im Frequenzbereich von Radio- und Fernsehsendungen zu achten, wie sie ja auch die Menschen von der Erde aussenden.
2014 veröffentlichten Avi Loeb, Gonzalo Gonzalez Abad vom Harvard-Smithsonian Center for Astrophysics sowie Henry W. Lin einen Aufsatz über eine weitere Möglichkeit zur Suche nach außerirdischen Zivilisationen: Man könne in den Atmosphären erdähnlicher Exoplaneten nach künstlichen Schadstoffen, insbesondere FCKW, suchen, die von einer hochtechnisierten extraterrestrischen Industrie stammen.
2021 startete Loeb das Galileo-Projekt – ein internationales wissenschaftliches Forschungsprojekt zur Suche nach außerirdischer Intelligenz oder außerirdischer Technologie auf und in der Nähe der Erde und zur Erforschung der Natur anomaler Unbekannter Flugobjekte (UFOs/UAP). Kurz nach dem ODNI-UFO-Bericht – einem Bericht der vom US-Geheimdienst über das Büro des Director of National Intelligence – und einer Rede des Leiters der NASA, Bill Nelson, in der er am 3. Juni 2021 erklärte, dass eine wissenschaftliche Analyse der von einer Vielzahl von Instrumenten erfassten unbekannten Luftphänomene erforderlich sei, schickte Loeb am 5. Juni der NASA eine E-Mail mit dem Vorschlag für ein solches wissenschaftliches Projekt. Nachdem er keine Antwort erhalten hatte, startete er das Projekt am 26. Juli 2021 mithilfe von Spenden auf eigene Faust. Das gemeinnützige Projekt sucht nach außerirdischer technologischer Ausrüstung, die als Technosignaturen gelten kann. Dazu gehört auch die Erfassung neuer Daten über ungewöhnliche UFOs mithilfe neuentwickelter speziell optimierter, nicht klassifizierter Sensorsysteme. Im Rahmen des Projektes wurden auch Überreste das vermeintlich interstellaren Objekts CNEOS 2014-01-08 gesucht und mögliche Fragmente davon gefunden, indem ein magnetischer Schlitten über den Meeresgrund gezogen wurde.

## Werke
- A. Loeb, A. Ferrara, R. S. Ellis: First Light in the Universe. Saas-Fee winter school, New York 2008, Springer
- Abraham Loeb: How Did the First Stars and Galaxies Form?, Princeton University Press 2012, ISBN 978-0-691-14516-7
- Abraham Loeb, Steven R. Furlanetto: The First Galaxies in the Universe, Princeton University Press 2013, ISBN 978-0-691-14491-7
- Abraham Loeb (Autor), Dror Burstein (Herausgeber), Todd Hasak-Lowy (Übersetzer): From the First Star to Milkomeda, Kindle Edition. Amazon Digital Services LLC, 24. August 2014
- Abraham Loeb: Dark ages of the universe, Scientific American, November 2006
- Abraham Loeb, Avery Broderick: Portrait of a black hole, Scientific American, Mai 2013
- Abraham Loeb, Anna Ijjas, Paul Steinhardt: Cosmic Inflation Theory Faces Challenges, Scientific American, Februar 2017
- Abraham Loeb: Extraterrestrial: The First Sign of Intelligent Life Beyond Earth, Houghton Mifflin Harcourt, 2021
  - deutsch: Außerirdisch : intelligentes Leben jenseits unseres Planeten, Deutsche Verlags-Anstalt, 2021, ISBN 978-3-421-04866-0.

### Video
- T.J. Cox, Abraham Loeb: The Collision Between The Milky Way And Andromeda (vom 8. Mai 2007, zuletzt überarbeitet am 20. Februar 2008); eine Simulation des „Zusammenstoßes“ unserer Milchstraße mit der Andromedagalaxie in einigen Milliarden Jahren: Das Video der Simulation auf cfa-www.harvard.edu; beides abgerufen am 19. April 2016